# مارینه بالاسانیان
مارینه گارنیکی بالاسانیان (ارمنی: Մարինե Գառնիկի Բալասանյան؛ انگلیسی: Marine Balasanyan؛ زادهٔ ۴ اکتبر ۱۹۵۹) پزشک و داروساز اهل ارمنستان است.

## زندگی‌نامه
وی در ۴ اکتبر ۱۹۵۹ ‏در ایروان به دنیا آمد و از دانشگاه پزشکی دولتی ایروان (۱۹۸۲) فارغ‌التحصیل گشت. وی در دانشگاه پزشکی دولتی ایروان (۱۹۸۲) فعالیت کرده است. 

## یادداشت
1. ↑  Դեղագործական գիտությունների դոկտոր